# Демократска партија Македонаца
Демократска партија Македонаца (мкд. Демократска партија на Македонците; скраћено ДПМ) је политичка странка у Србији која представља македонску етничку мањину.

## Резултати на изборима

### Парламентарни избори
| Година | # гласова        | % од важећих     | # посланика | Промена # посланика | Коалиција | Влада            |
| ------ | ---------------- | ---------------- | ----------- | ------------------- | --------- | ---------------- |
| 2020.  | 32.170           | 1,00%            | 0 / 250     | Стагнација          | са СПП    | ванпарламентарна |
| 2022.  | није учествовала | није учествовала | 0 / 250     |                     |           | ванпарламентарна |